# Boss Magazine
Boss Magazine è stata una rivista mensile lifestyle maschile italiana.

## Edizione italiana
Boss Magazine è stata edita in Italia dal dicembre 1993 al maggio 2006 con sede amministrativa a Roma. Il direttore editoriale è stato Fabio Piscopo. Dalla fine del 2001 uscì in edicola con una certa irregolarità saltando spesso dei mesi e diventando di fatto un bimestrale. Complessivamente furono pubblicati 125 numeri. L'edizione si concentrava su argomenti di intrattenimento quali musica, cinema, spettacolo e la celebrazione delle donne più belle del panorama italiano. Il taglio editoriale fu rivolto all'approfondimento di curiosità per un target maschile. Tra le ragazze copertina della rivista ci sono state Fanny Cadeo nel numero uno del 1993, Anna Falchi, Barbara Chiappini, Alba Parietti, Flavia Vento, Carol Alt, Sabina Stilo, Claudia Koll, Alessia Merz, Manila Nazzaro, Adriana Sklenaříková Karembeu, Nina Morić. Tra le modelle fotografate vi furono pure: Laura Licari, Sabina Began, Éva Henger, Benedicta Boccoli, Roberta Potrich, Adriana Volpe. Il numero 3 uscito nel febbraio 1994 è stato l'unico con un uomo in copertina (Sylvester Stallone). Alla rivista sono stati spesso allegati videocassette, calendari e altri gadget che hanno spesso fatto oscillare il prezzo di copertina.